# Accident d'un avion-ambulance dans le Nevada
Le 24 février 2023, un avion médicalisé s'est écrasé près de la ville de Stagecoach, dans le Nevada, aux États-Unis, tuant les cinq personnes à bord.

## Accident
Vers 21 h 15 (heure du Pacifique), le centre de régulation du comté de Lyon, dans le Nevada, a reçu plusieurs appels concernant un accident d'avion à Stagecoach. L'avion a disparu du radar 30 minutes plus tard. L'avion, un Pilatus PC-12 opéré par Care Flight, un service de REMSA Health, dont le siège est à Reno, Nevada et Guardian Flight, dont le siège est dans l'Utah, a été retrouvé quelques heures plus tard. Il a décollé de l'aéroport international de Reno-Tahoe à destination de l'aéroport international de Salt Lake City. 
Les cinq personnes à bord, un pilote, une infirmière de bord, un ambulancier paramédical, un patient et un membre de la famille d'un patient, sont décédées. Selon la Federal Aviation Administration (FAA), l'avion a été fabriqué en 2002.

## Enquête
Les pompiers et le bureau du shérif du comté de Lyon, le National Transportation Safety Board (NTSB) et la FAA coopèrent pour l'enquête sur l'accident. Le NTSB a envoyé une équipe de sept enquêteurs à Stagecoach.